# Nico Papatakis
Nikos Papatakis, přezdívaný Nico, řecky Νίκος Παπατάκης, (5. července 1918 Addis Abeba, Etiopské císařství – 17. prosince 2010 Paříž, Francie) byl řecký filmový režisér.
Narodil se na území dnešní Etiopie a již v mládí cestoval mezi Řeckem a rodným místem. V roce 1939 se usadil v Paříži, kde začal pracovat ve filmovém oboru. Časem si zde postavil klub La Rose Rouge, ve kterém vystupovala například Juliette Gréco. V letech 1951–1954 byl ženatý s herečkou Anouk Aimée, se kterou měl dceru Manuelu (* 1951). Později, v letech 1967–1982, byla jeho manželkou další herečka Olga Karlatos, se kterou měl syna Serge (* 1967).
V roce 1957 se přestěhoval do New Yorku, kde potkal Johna Cassavetese a byl koproducentem jeho filmu Shadows. Svůj první film jako režisér natočil v roce 1963. Dostal název Les Abysses, který měl být promítán na festivalu v Cannes, ale nakonec se tak nestalo. Byl postaven na díle The Slaves francouzského spisovatele Jean Geneta. Další film nazvaný Oi Voskoi představil v roce 1967.